# Bob Wright (Komponist)
Robert „Bob“ Craig Wright (* 25. September 1914 in Daytona Beach, Florida; † 27. Juli 2005 in Miami) war ein US-amerikanischer Pianist, Filmkomponist und Liedtexter.

## Leben
Bob Wright, der bereits in jungen Jahren die Sängerin Helen Morgan und die Tänzerin Sally Rand am Klavier begleitete, besuchte in Miami die Highschool, wo er den um ein Jahr jüngeren Pianisten Chet Forrest kennenlernte. In den folgenden 70 Jahren schrieben sie zusammen mehr als 2.000 Lieder für Broadway- und Filmproduktionen und spezialisierten sich dabei auf die Adaption von Werken klassischer Komponisten wie Tschaikowski, Grieg, Strauss und Rachmaninoff. In den 1930er Jahren wurden Wright und Forrest als Songschreiberduo bei MGM unter Vertrag genommen, wo sie unter anderem die Lieder für die Filmoperette Maienzeit (Maytime, 1937) schrieben. 1939 erhielten sie ihre erste von drei Oscar-Nominierungen in der Kategorie Bester Song für Always and Always aus dem Film Mannequin.
Am Broadway wurden Wright und Forrest vor allem für Kismet, eine Musical-Adaption von Borodins Fürst Igor, bekannt. Berühmte Songs wie Stranger in Paradise machten Kismet zu einem Hit und bescherten dem Duo 1954 den Tony Award in der Kategorie Bestes Musical. 1955 wurde Kismet von Regisseur Vincente Minnelli unter dem gleichen Titel für die Leinwand adaptiert.
Die Partnerschaft von Wright und Forrest endete mit Forrests Tod im Jahr 1999. Ihr letzter großer Erfolg war das Musical Grand Hotel aus dem Jahr 1989.

## Filmografie (Auswahl)
Lieder
| - 1936: Dünner Mann, 2. Fall (After the Thin Man) - Blow That Horn - 1937: Maienzeit (Maytime) - Vive l’Opera - Ham and Eggs - 1937: Saratoga - Saratoga - The Horse with the Dreamy Eyes - 1937: Mannequin - Always and Always - 1938: Marie-Antoinette (Marie Antoinette) - Amour Eternal Amour - 1939: Balalaika - Tanya - Ride, Cossack, Ride - Shadows on the Sand - 1939: Die Frauen (The Women) - Forevermore - 1939: Irrwege der Liebe (Broadway Serenade) - High Flyin’ - One Look at You | - 1940: Music in My Heart - I’ve Got Music in My Heart - Hearts in the Sky - No Other Love - Punchinello - Oh What a Lovely Dream - It’s a Blue World - 1955: Kismet - Baubles, Bangles, and Beads - Stranger in Paradise - Bored - Rhymes Have I - Night Of My Nights - Not Since Nineveh - Sands Of Time - The Olive Tree - Fate - And This Is My Beloved - Gesticulate - Rahadlakum - 1957: Der Regimentstrottel (The Sad Sack) - It’s the Same |

## Musicals (Auswahl)
- 1944: Song of Norway (Adaption von Musik Edvard Griegs)
- 1949: The Great Waltz (Adaption von Musik Johann Strauss’)
- 1953: Kismet (Adaption von Musik Alexander Borodins)
- 1959: The Love Doctor
- 1961: Kean
- 1965: Anya (Adaption von Musik Sergei Rachmaninoffs)
- 1978: Timbuktu! (basierend auf Kismet für eine afroamerikanische Besetzung)
- 1989: Grand Hotel

## Auszeichnungen
- 1939: Oscar-Nominierung in der Kategorie Bester Song für Always and Always aus dem Film Mannequin zusammen mit Edward Ward und Chet Forrest
- 1941: Oscar-Nominierung in der Kategorie Bester Song für It’s a Blue World aus dem Film Music in My Heart zusammen mit Chet Forrest
- 1943: Oscar-Nominierung in der Kategorie Bester Song für Pennies for Peppino aus dem Film Flying with Music zusammen mit Edward Ward und Chet Forrest
- 1954: Tony Award in der Kategorie Bestes Musical für Kismet
- 1990: Nominierung für den Tony Award in der Kategorie Beste Originalmusik für Grand Hotel
- 1990: Zwei Nominierungen für den Drama Desk Award in den Kategorien Outstanding Lyrics und Outstanding Music für Grand Hotel